# باستيل دي ناتا
باستيل دي ناتا هو تارت من البرتغال، وهو عبارة عن عجينة مملوءة بالكاسترد ومرشوش عليه قرفة، الطبق معروف خارج البرتغال خاصة في دول غرب أوروبا ومستعمرات البرتغال السابفة.